# 57
Aquesta pàgina és per a l'any. Per al nombre, vegeu cinquanta-set.

## Esdeveniments

### Llocs

#### Imperi Romà
- Neró és cònsol i emperador de Roma.
- A la Gran Bretanya, Quint Verani es converteix en governador en lloc d'Aule Didi Gal. Comença una campanya contra la silur del sud de Gal·les.

#### Àsia
- Datació més antiga d'escrits al Japó.
- Ming de Han puja al tron a la Xina.
- Talhae puja al tron a Silla.

### Temàtiques

#### Religió
- Pau de Tars escriu la Segona Epístola als Corintis. (data probable)

## Naixements
- Han Zhangdi, emperador de la Xina durant la dinastia Han. (Mort el 88)

## Necrològiques
- Publius Anteius, magistrat romà i governador de Síria.
- Liu Xiu emperador de la Xina durant la dinastia Han.
- Yuri rei de Silla.